# کابانیاس د لا ساگرا
کابانیاس د لا ساگرا (به اسپانیایی: Cabañas de la Sagra) یک شهرستان در اسپانیا است که در استان تولدو واقع شده‌است.

## خصوصیات
کابانیاس د لا ساگرا ۱۶ کیلومترمربع مساحت و ۱٬۷۳۹ نفر جمعیت دارد و ۵۵۳ متر بالاتر از سطح دریا واقع شده‌است.